# 勞迪絲五世
勞迪絲五世（希臘語：Λαοδίκη Ε΄，？—前150年），塞琉古帝國國王塞琉古四世與勞迪絲四世的女兒。

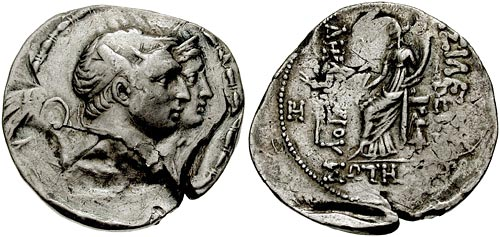
德米特里一世與勞迪絲

前178年左右，勞迪絲與馬其頓國王珀爾修斯結婚，成為馬其頓王國王后。前168年馬其頓在彼得那戰役被羅馬打敗，馬其頓王國滅亡。前162年勞迪絲的兄弟德米特里一世成為塞琉古國王，娶勞迪絲為王后。

## 子女
與德米特里一世：
1. 德米特里二世
2. 安條克七世
3. 安提哥